# 스타 (기업)
스타스포츠(Star Sports)는 대한민국의 스포츠 용품 제조 기업이다. 스타(Star), 아테미(Atemi) 등의 브랜드를 보유하고 있다.

## 연혁
- 1965년 3월 8일: 스타 고무공업 창립
- 1977년 9월 1일: 신신상사(新新[2]商社) 주식회사 설립

## 스폰서

### 축구

#### 클럽
- 서울 노원 유나이티드 FC (2019 ~ 2020)